# Elohim Prandi
Elohim Prandi (født 24. august 1998 i Istres) er en fransk håndboldspiller , som spiller for den franske hovedstadsklub Paris Saint-Germain.
Prandi spiller også for det franske landshold og fik sin mesterskabsdebut under Håndbold EM 2020.